# Nazia Iqbal
Pour les articles homonymes, voir Iqbal.
Nazia Iqbal (née en 1984) est une chanteuse pakistanaise pachtoune très populaire.
Elle a des fans depuis le Khyber Pakhtunkhwa et les régions pachtounes du Balouchistan pakistanais jusqu'aux régions méridionales de l'Afghanistan. Nazia Iqbal chante en plusieurs langues : le pachto, l'ourdou, le pendjabi, le persan et l'anglais. Elle a épousé Javid Feza, un chanteur originaire de la province de Nangarhâr (en Afghanistan), et vit actuellement avec lui à Dubaï.

## Origine et naissance
Nazia est née le 6 mai 1984, dans la province du Khyber Pakhtunkhwa, au Nord-Ouest du Pakistan. C'est là qu'elle a développé son intérêt pour la musique. Elle a commencé à chanter à six ans à la télévision à Peshawar. Après quoi sa renommée s'est accélérée dans les zones tribales, où elle a chanté en de nombreuses occasions. Sa carrière professionnelle a commencé quand elle a sorti son premier album, enregistré aux alentours de l'an 2000. Beaucoup de jeunes Pachtounes apprécient Nazia Iqbal.

## Carrière
En 2006, Nazia a déjà sorti de nombreux albums. Son premier album en ourdou, Paigham, est sorti en 2001. Ses albums récents en pachto sont De Okhko Baran et Rasha Rasha. Ils contiennent tous deux des reprises de chansons de films indiens et de chansons pachtounes et persanes d'Afghanistan.